# Jacoona metasuja
Jacoona metasuja är en fjärilsart som beskrevs av Druce 1895. Jacoona metasuja ingår i släktet Jacoona och familjen juvelvingar. Inga underarter finns listade i Catalogue of Life.